# David Liss
David Liss (New Jersey, 16 marzo 1966) è uno scrittore e fumettista statunitense.

## Biografia
Nato nel New Jersey il 16 marzo 1966, vive e lavora a San Antonio.
Ha compiuto gli studi prima all'Università di Syracuse dove ha ottenuto un Bachelor of Arts, quindi alla Georgia State University (Master of Arts) ed infine alla Columbia University (Master of Philosophy). Tuttavia non ha completato la propria tesi sulla letteratura inglese del XVIII secolo per dedicarsi alla scrittura a tempo pieno.
A partire dal suo esordio nel 2000 con il romanzo L'apprendista (premiato con il Barry, il Macavity e l'Edgar Award), ha scritto 11 romanzi di genere giallo storico ed alcuni fumetti.

## Opere

### Romanzi

#### Serie con Benjamin Weaver
- L'apprendista (A Conspiracy of Paper), Milano, Tropea, 2000 traduzione di Maria Barbara Piccioli ISBN 88-438-0279-8 - Nuova ed. Milano, Net, 2003 ISBN 88-515-2060-7 - Nuova ed. La banda dei falsari, Roma, Newton Compton, 2015 traduzione di Alice Peretti ISBN 978-88-541-8188-5
- La fiera dei corrotti (A Spectacle of Corruption) (2004), Milano, Tropea, 2006 traduzione di Maria Barbara Piccioli ISBN 88-438-0558-4

#### Altri romanzi
- Il mercante di caffè (The Coffee Trader) (2003), Milano, Tropea, 2004 traduzione di Maria Barbara Piccioli ISBN 88-438-0431-6 -Nuova ed. Milano, Net 2007 ISBN 978-88-515-2361-9
- L'assassino etico (The Ethical Assassin) (2006), Milano, Tropea, 2009 traduzione di Sebastiano Pezzani ISBN 978-88-558-0050-1
- The Whiskey Rebels (2008)
- The Devil's Company (2009)
- The Twelfth Enchantment (2011)
- The Day of Atonement (2014)
- Randoms (2015)
- Rebels (2016)
- Renegades (2017)

### Fumetti
- Pantera Nera: l'uomo senza paura, Modena, Panini Comics, 2012
- Mystery men con Patrick Zircher, Modena, Panini Comics, 2012
- The Spider: Volume 1 (2013)
- Sword of the Apocalypse (2013)
- The Shadow Now (2014)
- Sherlock Holmes, Vol. 3: Moriarty Lives (2016)

## Alcuni riconoscimenti
- Edgar Award Categoria Miglior primo romanzo di un autore americano: 2001 per L'apprendista
- Premio Barry per il miglior romanzo d'esordio: 2001 per L'apprendista
- Premio Macavity Categoria Miglior romanzo d'esordio: 2001 per L'apprendista